# Thịt thỏ hầm

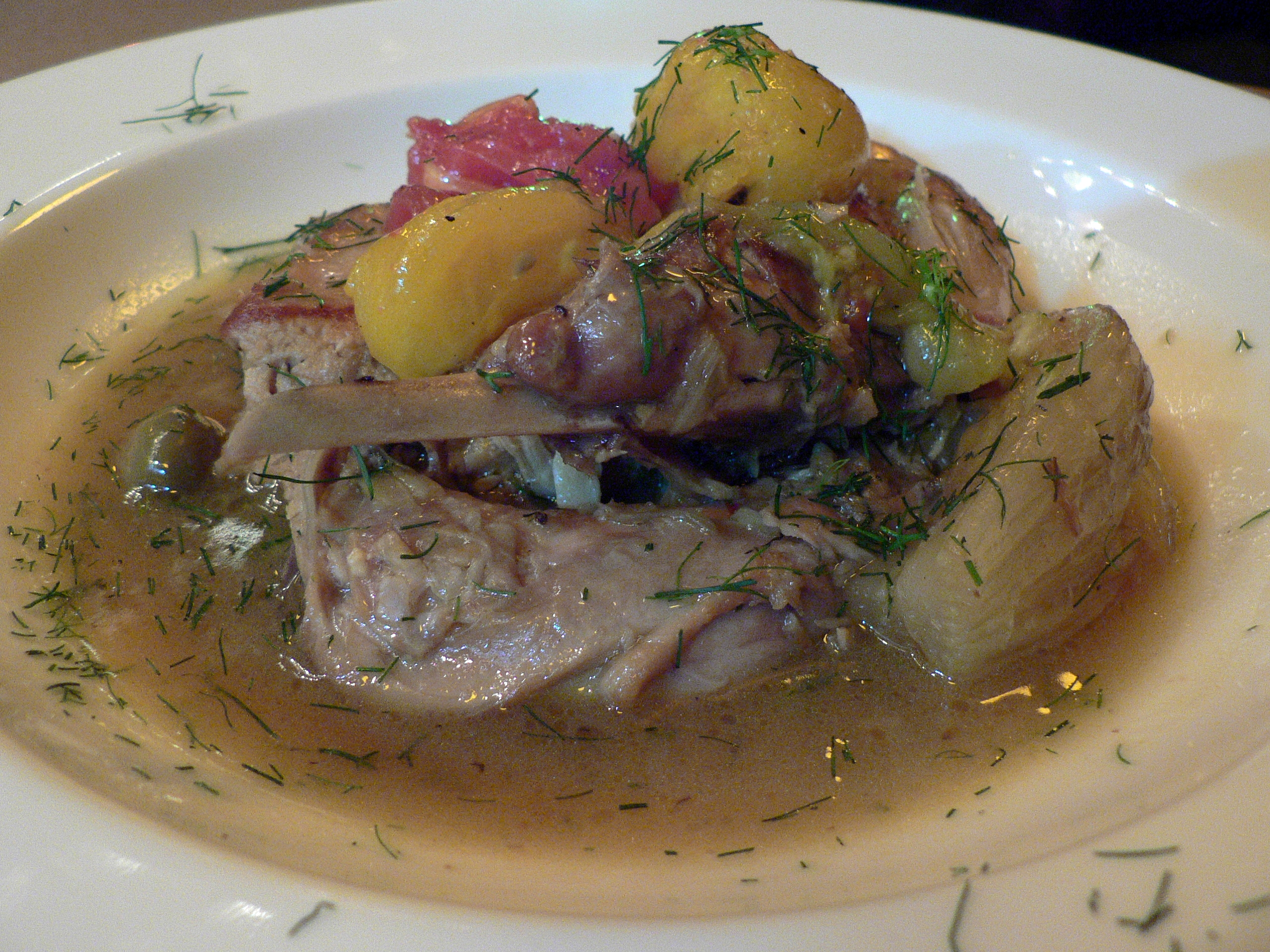
Một món thịt thỏ hầm

Thịt thỏ hầm là món hầm được chế biến sử dụng thịt thỏ làm nguyên liệu chính, món này phổ biến ở châu Âu. Thịt thỏ hầm được chế biến bằng thịt thỏ làm nguyên liệu chính. Thành phần bổ sung có thể bao gồm khoai tây, cà rốt, hành tây, cần tây, tỏi, rượu và các loại thảo mộc và gia vị khác nhau. Thịt thỏ có thể được ướp trong một hỗn hợp, chẳng hạn như rượu vang đỏ, trước khi nấu. Máu của thỏ hoặc huyết thỏ trong lịch sử đã được sử dụng trong một số chế phẩm thịt thỏ hầm để làm hương vị phong phú và thực tế này đôi khi được sử dụng trong các chế phẩm ngày nay. Một ví dụ gần đây hơn là ở Anh (khoảng những năm 1910 và trước thời điểm này), theo đó, huyết thỏ đôi khi được sử dụng để hầm thịt thỏ.

## Tổng quan
Một số biến tấu truyền thống xuất phát từ khu vực của món ăn tồn tại, chẳng hạn như Coniglio all'ischitana trên đảo Ischia, Hasenpfeffer của Đức và món thỏ rừng hầm ở Anh và Pháp. Món thịt thỏ hầm có từ ít nhất thế kỷ 14, và được xuất bản trong tác phẩm The Forme of Cury trong thời gian này như là một công thức cho món thỏ hầm. Thỏ hầm là một món ăn truyền thống của người Algonquin, và cũng là một phần của ẩm thực của các hòn đảo Hy Lạp. Thỏ hầm được sản xuất thương phẩm và đóng hộp vào khoảng đầu những năm 1900 ở miền tây nước Pháp và miền đông nước Đức.

## Biến tấu

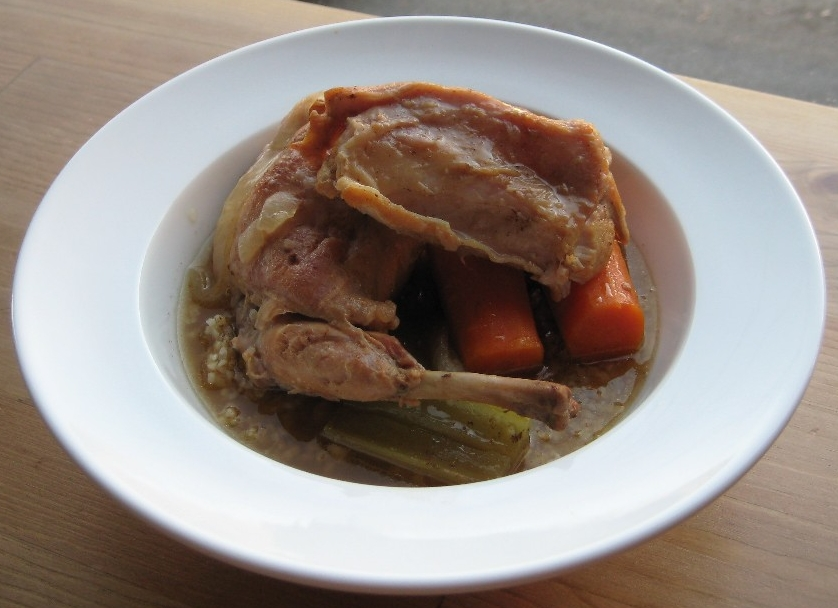
Thịt thỏ hầm

- Conejo en salmorejo là món thịt thỏ hầm rất phổ biến ở Quần đảo Canary được chế biến bằng cách sử dụng thịt thỏ ướp. Thành phần được sử dụng trong ướp bao gồm rượu vang, dầu ô liu, thì là, tỏi và các loại thảo mộc khác nhau. Nó đôi khi được phục vụ kèm theo khoai tây Canaria.
- Coniglio all'ischitana là một món thịt thỏ hầm truyền thống trên đảo Ischia, nằm ngoài khơi bờ biển Naples, Ý. Thành phần trong Coniglio all'ischitana bao gồm thịt thỏ, cà chua, rượu vang trắng, tỏi, ớt và các loại thảo mộc như hương thảo, húng tây, kinh giới và húng quế.
- Fenkata là một bữa ăn và bữa tiệc truyền thống của người Malta được chuẩn bị bằng cách sử dụng thịt thỏ trong các món ăn khác nhau, và có thể bao gồm món Tal-fenek, một món thịt thỏ hầm, được phục vụ với spaghetti.
- Hasenpfeffer là món hầm truyền thống trong ẩm thực Đức được chế biến bằng thỏ làm nguyên liệu chính. Một số biến tấu chuẩn bị tồn tại, nhưng máu của thỏ đồng hoặc thỏ rừng thường được sử dụng, phục vụ để làm dày món hầm. Nó thường là một món hầm rất đậm hương vị và ngon.
- Món hầm Brunswick là một món ăn thường làm từ cà chua cà chua, đậu, rau và thịt, thông thường là từ xác của các loài thú chết dọc đường, ban đầu nhỏ, mặc dù ngày nay thường là thịt gà, thịt thỏ nhưng thường là thịt lợn kéo hun khói.